# ALARM (安室奈美恵の曲)
「ALARM」（アラーム）は、日本の元女性歌手、安室奈美恵の単独名義では26枚目のシングル。

## 解説
6枚目のアルバム『STYLE』に続く2004年第1弾シングル。
前作「SO CRAZY」に引き続き、自身が出演したマンダム「LUCIDO-L プリズムマジックヘアカラー」のCMソング。
2004年5月23日に東京ベイNKホールで開催された「MTV Video Music Awards Japan 2004」にパフォーミングアーティストとして出演し、「ALARM」をパフォーマンス。「Best R&B Video」、「Best buzzAsia from Japan」の2冠となった。
安室奈美恵単独名義のシングル作品では、唯一オリコントップ10入りできなかった作品であり、「太陽のSEASON」から26作連続で続いていたトップ10入り記録が今作で一旦途切れた。しかし、初動売上枚数・累計売上枚数は共に前作を上回っていた。
MVに登場するドラァグ・クイーンはマーガレットである。

## 収録曲
全作詞：JUSME / 全作曲・編曲：MONK
1. ALARM
マンダム「LUCIDO-L プリズムマジックヘアカラー」CMソング
2. STROBE
3. ALARM (Instrumental)
4. STROBE (Instrumental)

## 収録アルバム・PV集
ALARM
- 7thアルバム『Queen of Hip-Pop』
- ベスト・アルバム『BEST FICTION』
- DVD『FILMOGRAPHY 2001-2005』